# Chełm (Lidzbark Warmiński)
Chełm (deutsch Kolm) ist ein Ort in der polnischen Woiwodschaft Ermland-Masuren. Er gehört zur Landgemeinde Lidzbark Warmiński (Heilsberg) im Powiat Lidzbarski (Kreis Heilsberg).

## Geographische Lage
Chełm liegt im nördlichen Westen der Woiwodschaft Ermland-Masuren, neun Kilometer südwestlich der Kreisstadt Lidzbark Warmiński (Heilsberg).

## Geschichte
Das einst Colm und erst nach 1820 Kolm genannte Dorf bestand aus ein paar kleinen Gehöften. Im Jahre 1874 wurde der Ort in den neu errichteten Amtsbezirk Reichenberg (polnisch Kraszewo) eingegliedert, der zum ostpreußischen Kreis Heilsberg, Regierungsbezirk Königsberg, gehörte. Im Jahre 1910 zählte Kolm 60 Einwohner.
Am 1. April 1939 verlor Kolm seine Eigenständigkeit und wurde nach Reichenberg eingemeindet.
Das gesamte südliche Ostpreußen kam 1945 in Kriegsfolge zu Polen. Kolm erhielt die polnische Namensform „Chełm“ und ist heute eine Osada (= „Siedlung“) innerhalb der Gmina Lidzbark Warmiński (Landgemeinde Heilsberg) im Powiat Lidzbarski (Kreis Heilsberg), von 1975 bis 1998 der Woiwodschaft Olsztyn, seither der Woiwodschaft Ermland-Masuren zugeordnet.

## Religion
Chełm gehört heute wie bereits Kolm vor 1945 zur römisch-katholischen Pfarrei Lidzbark Warmiński (Reichenberg), jetzt im Erzbistum Ermland gelegen.
Bis 1945 war Kolm außerdem in die evangelische Kirche Heilsberg in der Kirchenprovinz Ostpreußen der Kirche der Altpreußischen Union eingepfarrt. Heute ist Chełm der Diözese Masuren der Evangelisch-Augsburgischen Kirche in Polen zugeordnet.

## Verkehr
Chełm liegt an der Nebenstraße 1529N, die bei Kraszwwo (Reichenberg) von der polnischen Landesstraße 51 (hier im Abschnitt der früheren deutschen Reichsstraße 134) abzweigt und über Kochanówka (Stolzhagen) nach Suryty (Soritten) führt.
Eine Bahnanbindung besteht nicht.